# Vörösbarna nőszőfű
A vörösbarna nőszőfű (Epipactis atrorubens) a kosborfélék családjába tartozó, Magyarországon védett vadvirág.

## Megjelenése

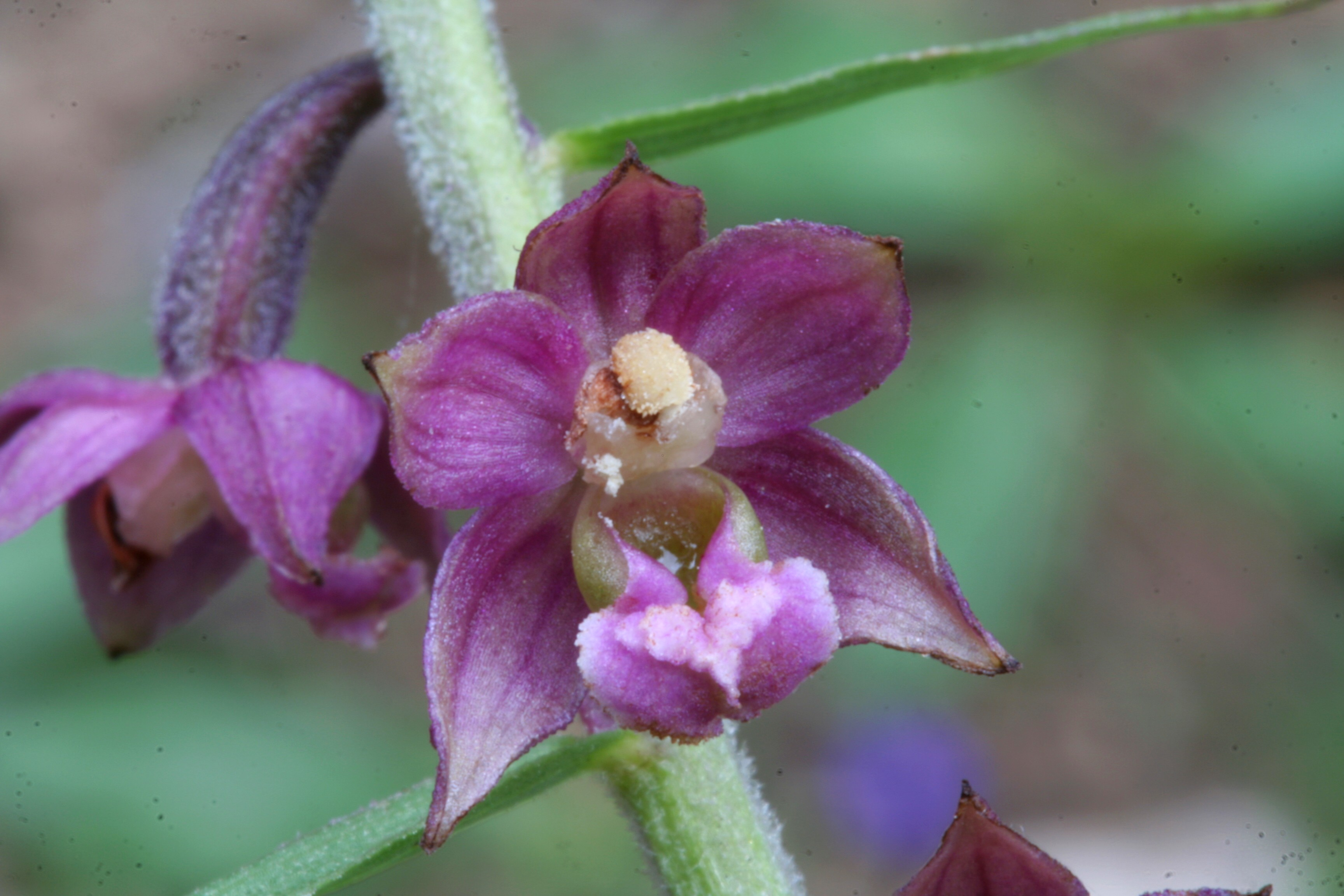
Virága

A vörösbarna nőszőfű 20–80 cm magas lágyszárú, évelő növény. Szára felálló, egyenes, nem elágazó, esetenként lilás színezetű, felső részén erősen pelyhes-szőrös. Levelei kihegyezett ovális, tojásdad alakúak, jóval hosszabbak a szár ízközeinél, váltakozó átellenes elhelyezkedésűek, száron ülők. Hosszuk 4–12 cm, szélességük 1–5 cm. Szélük ép, felületük fényes. Erezetük párhuzamos, a levélfonákukon az erek érdesek. A száron feljebb növő levelek egyre kisebbek és inkább lándzsás alakúak.
Június-júliusban virágzik. A virágzat egy irányba néző laza vagy tömöttebb fürt (6-30 virágból) amely néha a szár felét is elfoglalhatja . Az 1 cm-es virágok vörösesbarnák vagy bíborvörösek, érezhető vaníliaillatuk van. Külső lepellevelei (szirmai) 8–10 mm hosszúak, 4–5 mm szélesek; a belsők 7–8 mm hosszúak és 4-5,5 mm szélesek. A mézajak kétosztatú, a külsőn (epichil) jellegzetes, szív formájú szövetkinövés található. Magháza pelyhes-szőrös. Rovarok - elsősorban méhek - porozzák be.
Termése 7–9 mm hosszú és 3,5–6 mm széles, hatrekeszű toktermés, amelyben 4700-12000 lisztfinomságú mag található.
Magyarországi alfaja a Duna-Tisza közén előforduló Borbás-nőszőfű (E. atrorubens subsp. Borbási), amelynek levelei az ízközöknél rövidebbek vagy éppencsak hosszabbak (2–5 cm hosszúak és 2,5 cm-nél szélesebbek); 5–7 mm hosszú lepellevelei pedig bíborvörösek.

## Elterjedése
Európai és nyugat-ázsiai elterjedésű faj, a Brit-szigetektől a Kaukázusig és Nyugat-Szibériáig; Skandináviától a Földközi-tengerig fordul elő. Oroszországban és Norvégiában északon egészen a sarkkörig megtalálható. A Mediterráneumban ritkább és inkább hegyvidéki faj. Magyarországi állományainak fele alföldi (elsősorban a Duna-Tisza köze, szórványosan a Kisalföldön, illetve egy helyről a Nyírségben), a többi domb- és hegyvidéki (főleg a Bükk és a Tornai-karszt, elszórtan a Dunántúlon).

## Életmódja
Száraz tölgyesekben, sziklagyepekben, sztyepprétekben, karsztbokorerdőkben, nyáras-borókásokban él. A réteken, gyepekben mindig fák közelében található meg. Északon inkább a köves, kavicsos talajt vagy homokos tengerparti zónát preferálja. Mészkedvelő, élőhelyein a talaj kémhatása pH 6,0-8,1 (átlagosan 7,6) változik. Erdei rokonaihoz képest fényigényes, legalább a nap egy részében közvetlen napsütést kíván.
Csírázás után 3-5 évig rizómáját fejleszti a vele szimbiózisban élő gombafonalak segítségével és csak 3-5 év után jelenik meg hajtásával a földfelszínen. Virágzásra további 7-8 évvel később kerül sor. Várható élettartama 25-30 év. A gombák a felnőtt növénynél is nagy szerepet játszanak, nitrogénforgalmának kétharmadát ők biztosítják. A szimbionták közül Leptodontidium, Inocybe, Tuber, Tulasnella, Phialophora-gombafajokat azonosítottak. Ismertek klorofillhiányos, teljes tápanyagszükségletüket a gombáktól beszerző példányai (Magyarországon a Kiskunságban találtak ilyeneket).
A vörösbarna nőszőfű április-májusban hajt ki és május végétől augusztus elejéig virágzik; virágzási középnapja június 26. Főleg poszméhek, kisebb mértékben darazsak porozzák be. A virágok 33-75%-a érlel termést. A magok július végére-augusztus közepére érnek be. Gyöktörzsének elágazásával sarjtelepeket is alkothat és így vegetatívan szaporodhat. Közeli rokonaival (E. helleborine, E. microphylla, E. muelleri, E. palustris) hibridizálódhat, a kislevelű nőszőfűvel alkotott hibridjét (E. x graberi) Magyarországon is megtalálták.

## Természetvédelmi helyzete
A vörösbarna nőszőfű nagy elterjedési területe és helyenkénti gyakori volta miatt a Természetvédelmi Világszövetség Vörös listáján nem fenyegetett státusszal szerepel. Egyedszáma élőhelyeinek pusztulása, az erdőirtások, legeltetés miatt csökkenőben van. Magyarországon eddig összesen 158 állományát mérték fel, ebből 100 1990 után is megtalálható volt; visszaszorulása 37%-os.  Teljes hazai egyedszáma több százezer lehet. 1988 óta védett, természetvédelmi értéke 10 000 Ft.

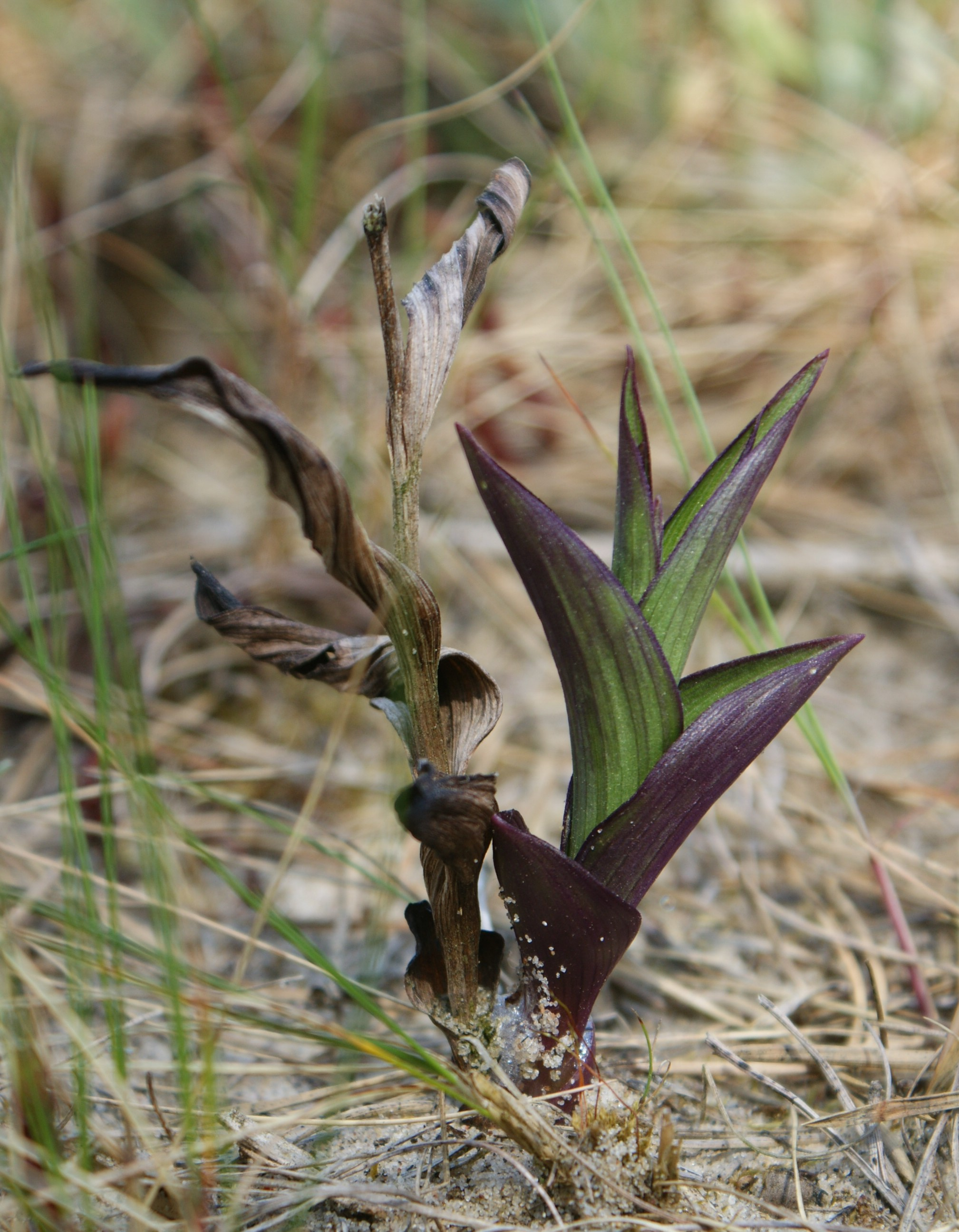
Fiatal növény
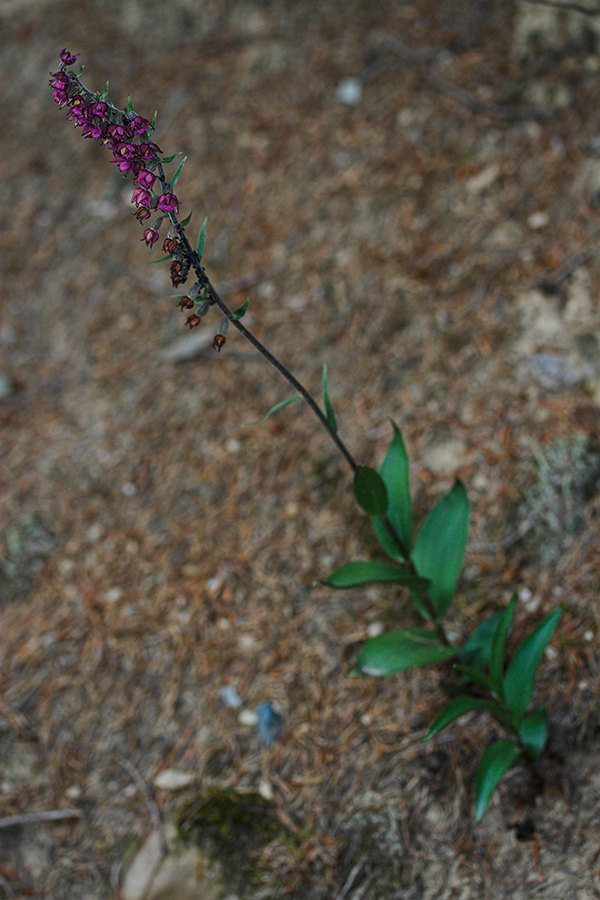
Habitusa
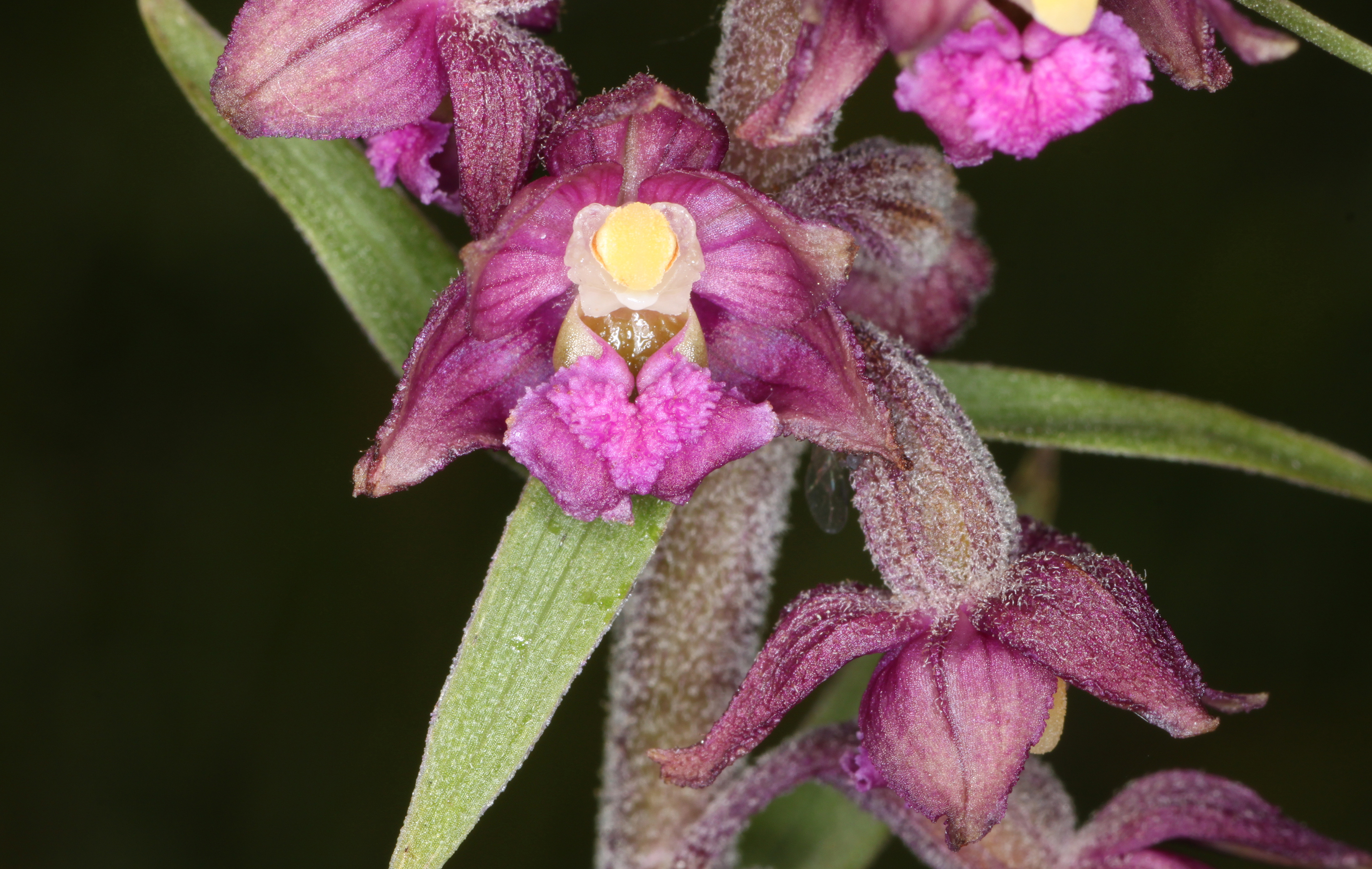
Virága közelről
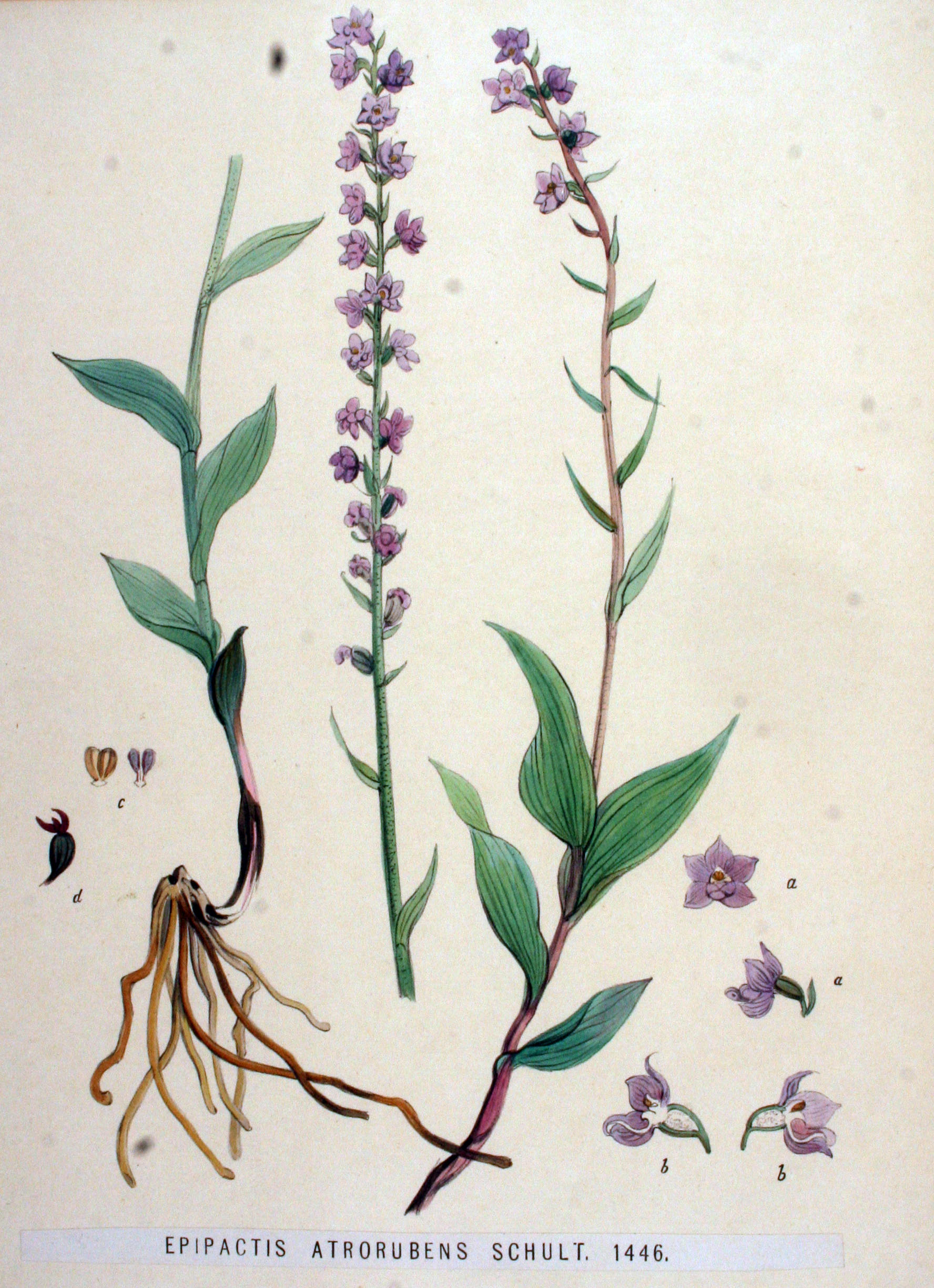
Ábrázolása egy holland botanikakönyvben (1893)